# Janek Õiglane
Janek Õiglane (* 25. April 1994 in Rakvere) ist ein estnischer Leichtathlet, der im Zehnkampf antritt.

## Sportliche Laufbahn

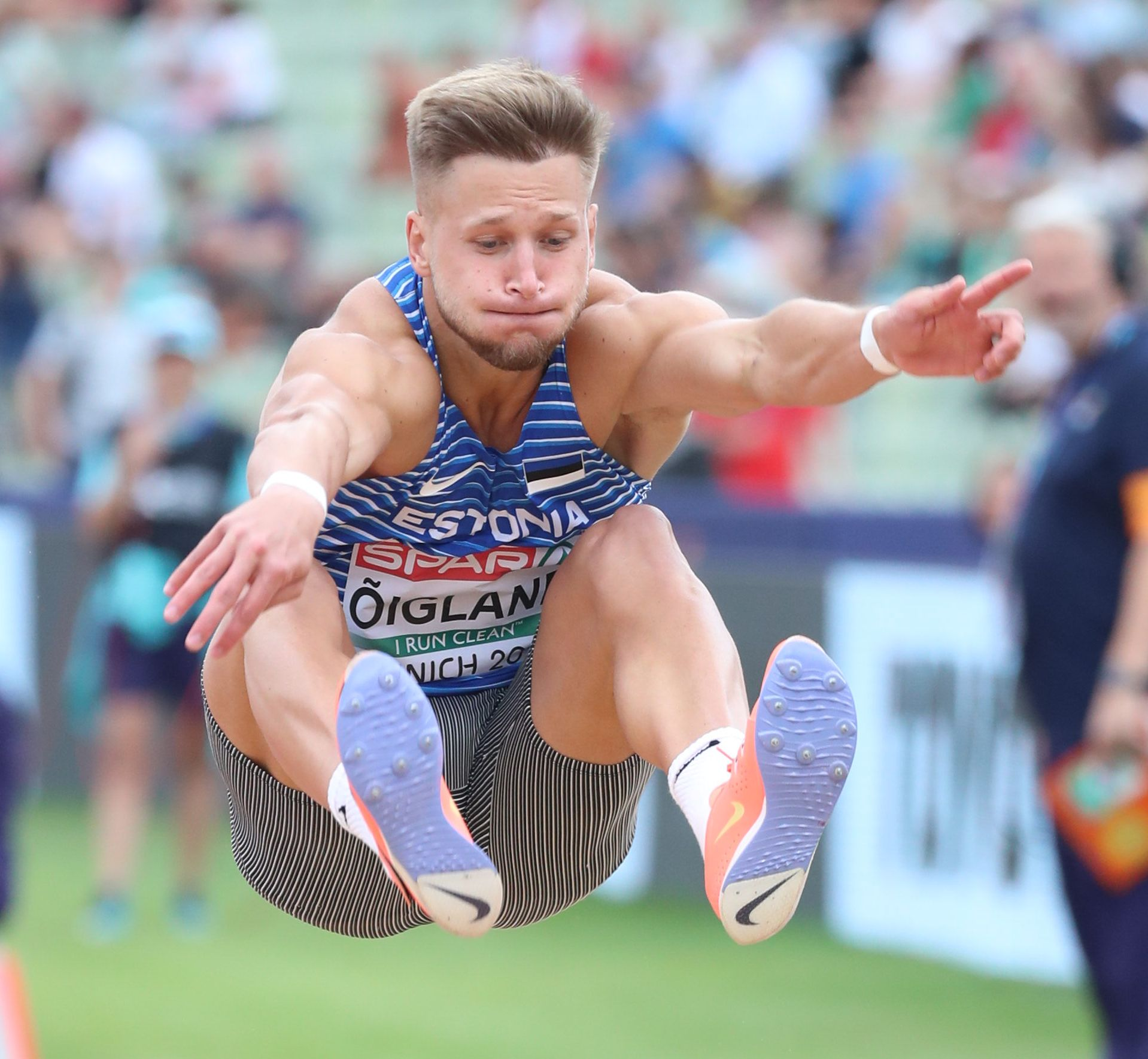
Õiglane bei den European Championships 2022 in München

Janek Õiglane nahm erstmals 2010 in landesweiten Wettkämpfen in der Leichtathletik teil, damals noch im Weitsprung und im Speerwurf. Ein Jahr später trat er mit dem Speer bei den U18-Weltmeisterschaften in Lille an. Dabei kam er mit dem Speer auf 64,70 m und landete damit im Finale auf dem elften Platz. 2012 trat er dann erstmals bei nationalen Meisterschaften in einem Zehnkampf an und wurde im August estnischer U20-Meister. 2013 trat er im Zehnkampf bei den U20-Europameisterschaften in Rieti an, bei denen er mit 7604 Punkten den vierten Platz belegte. Zwei Jahre später ging er im Juli bei den U23-Europameisterschaften in seiner Heimat an den Start. Nach den zwei Wettkampftagen gewann er mit persönlicher Bestleistung 7945 Punkten die Bronzemedaille. Ebenfalls 2015 gelang ihm die Qualifikation für die Weltmeisterschaften in Peking. Dabei kam er auf 7581 Punkte und belegte damit den 19. Platz. Im Sommer 2016 belegte Õiglane bei den Europameisterschaften in Amsterdam den 12. Platz.
2017 qualifizierte sich der Soldat der estnischen Streitkräfte für die Weltmeisterschaften in London. Nach allen zehn Disziplinen verbesserte er seine Leistung um mehr als 200 Punkte auf 8371, die bis heute (Stand 2020) als persönliche Bestleistung zu Buche stehen. Allein mit seinem guten Speerwurf kletterte er mit der vorletzten Disziplin auf den vierten Platz vor, auf dem er auch nach dem abschließenden 1500-Meter-Lauf den Wettkampf beendete. Ende 2017 begann er unter dem ehemaligen estnischen Zehnkämpfer Andrei Nazarov das Training aufzunehmen. Die Saison 2018 verpasste er anschließend aufgrund einer schwerwiegenden Verletzung nahezu komplett. Im Frühjahr 2019 gelang ihm zunächst die Qualifikation für die Halleneuropameisterschaften in Glasgow, nachdem er zuvor die 6000 Punktemarke im Siebenkampf überwunden hatte. Während des Wettkampfes in Glasgow verletzte er sich im Stabhochsprung allerdings und musste den Wettkampf daraufhin abbrechen. In der Folge brauchte es mehrere Anläufe, bis er die Qualifikation für die Weltmeisterschaften in Doha erfüllen konnte. Mit dem Sieg bei den estnischen Meisterschaften erfüllte er die Norm für Doha und ging dort im Oktober an den Start. Im Laufe der zwei Tage stellte er in insgesamt drei Teildisziplinen neue Bestleistungen auf und landete im Ziel mit 8297 Punkten auf dem sechsten Platz.
Anfang April 2022 stellte Õiglane in Knoxville mit 8405 eine neue Bestpunktzahl im Zehnkampf auf. Im Juli trat er bei den Weltmeisterschaften in Eugene, im Bundesstaat Oregon, an. Nach der sechsten siebten Disziplin, dem Diskuswurf, beendete er den Wettkampf. Einen Monat später konnte er im Zehnkampf bei den Europameisterschaften in München die Bronzemedaille gewinnen. 2023 belegte er mit neuer Bestpunktzahl von 8545 Punkten, wie schon 2019, den sechsten Platz bei den Weltmeisterschaften in Budapest.

## Wichtige Wettbewerbe
| Jahr                | Veranstaltung                           | Ort                 | Platz               | Disziplin           | Punktzahl/Weite     |
| Startet für Estland | Startet für Estland                     | Startet für Estland | Startet für Estland | Startet für Estland | Startet für Estland |
| ------------------- | --------------------------------------- | ------------------- | ------------------- | ------------------- | ------------------- |
| 2011                | U18-Weltmeisterschaften                 | Lille               | 11.                 | Speerwurf (700 g)   | 68,50 m             |
| 2011                | Europäisches Olympisches Jugendfestival | Trabzon             | 7.                  | Speerwurf (700 g)   | 64,70 m             |
| 2013                | U20-Europameisterschaften               | Rieti               | 4.                  | Zehnkampf           | 7604 Punkte         |
| 2015                | U23-Europameisterschaften               | Tallinn             | 3.                  | Zehnkampf           | 7945 Punkte         |
| 2015                | Weltmeisterschaften                     | Peking              | 19.                 | Zehnkampf           | 7581 Punkte         |
| 2016                | Europameisterschaften                   | Amsterdam           | 12.                 | Zehnkampf           | 7762 Punkte         |
| 2017                | Weltmeisterschaften                     | London              | 4.                  | Zehnkampf           | 8371 Punkte         |
| 2019                | Halleneuropameisterschaften             | Glasgow             |                     | Siebenkampf         | DNF                 |
| 2019                | Weltmeisterschaften                     | Doha                | 6.                  | Zehnkampf           | 8297 Punkte         |
| 2022                | Weltmeisterschaften                     | Eugene              |                     | Zehnkampf           | DNF                 |
| 2022                | Europameisterschaften                   | München             | 3.                  | Zehnkampf           | 8346 Punkte         |
| 2023                | Weltmeisterschaften                     | Budapest            | 6.                  | Zehnkampf           | 8524 Punkte         |

## Persönliche Bestleistungen
Freiluft
- 100 Meter: 10,89 s, 7. April 2022, Knoxville
- Weitsprung: 7,47 m, 25. August 2023, Budapest
- Kugelstoßen: 15,38 m, 26. Juli 2019, Rakvere
- Hochsprung: 2,05 m, 11. August 2017, London
- 400 m: 48,41 s, 25. August 2023, Budapest
- 110 m Hürden: 14,33 2, 8. April 2022, Knoxville
- Diskuswurf: 45,21 m, 10. April 2021, Athens
- Stabhochsprung: 5,30 m, 3. August 2024, Paris
- Speerwurf: 72,46 m, 3. Oktober 2019, Doha
- 1500 m: 4:23,43 min, 26. August 2023, Budapest
- Zehnkampf: 8524 Punkte, 26. August 2023, Budapest

Halle
- 60 m: 7,07 s, 2. Februar 2019, Tallinn
- Weitsprung: 7,34 m, 2. Februar 2019, Tallinn
- Kugelstoßen: 15,50 m, 2. März 2019, Glasgow
- Hochsprung: 2,02 m, 13. Februar 2016, Tallinn
- 60 m Hürden: 8,05 s, 2. Januar 2022, Tallinn
- Stabhochsprung: 5,19 m, 3. Februar 2019, Tallinn
- 1000 m: 2:44,37 min, 14. Februar 2016, Tallinn
- Siebenkampf: 6085 Punkte, 3. Februar 2019, Tallinn